# Taksony SE
A Taksony SE röviden TSE egy magyar futballcsapat Taksonyban.

## Stadion
Hazai mérkőzéseit a Sas futballpályán játssza. A pályának 2007-ben új tulajdonosa lett, és felújították.

## Korábbi játékoskeret
- 1. Merczel Károly
- 2. Kőnig Róbert
- 3. Glász Péter
- 4. Waszner Attila
- 5. Győrvári Ádám
- 6. Gégény Tamás
- 7. Varsányi Zsolt
- 8. Málnai Tibor
- 9. Sódar János
- 10. Lukács László
- 11. Varsányi Ádám
- 12. Tzelberger Ferenc
- 13. Winkler Zsolt
- 14. Kaczeus Gábor
- 15. Wágner András
- 16. Cseresznyés Zoltán
- 17. Cseresznyés György
- 18. Gáspár Ferenc
- 19. Jónás István

## Játékoskeret (2012/2013.)
Pest megye II. osztály, Felnőtt (Taksony I.)
- Hégner Zoltán (edző)
- Andrásik Sándor
- Cseresnyés György
- Csesznák Pál
- Dragovics Richárd
- Felföldi Csaba
- Füzi Krisztián
- Horváth Attila
- Kajdácsi Imre
- Kiss András
- Kozári Csaba
- Kőnig Csaba
- Lakatos Zsolt
- Málnai Tibor
- Mészáros Dániel
- Piroska András
- Szabó Tibor
- Szeghegyi Ádám
- Szeghegyi Gábor
- Wéber Tamás
- Zsiga Péter

## További információ
- A Taksony SE indulója (YouTube 2:19)
- Taksony SE– FTC 4-6 (2-3) - Fradi.hu[halott link]